# 富山県道151号辻滑川線
富山県道151号辻滑川線（とやまけんどう151ごう つじなめりかわせん）は、富山県中新川郡立山町から同県滑川市に至る一般県道である。

## 概要

### 路線データ
- 起点：富山県中新川郡立山町辻字花川（富山県道3号富山立山魚津線交点）
- 終点：富山県滑川市加島町（富山県道61号滑川上市線交点）
- 実延長：8,381m

## 沿革
- 1960年（昭和35年）4月23日 - 認定[1]

## 通過する自治体
- 富山県
  - 中新川郡立山町 - 中新川郡上市町 - 富山市 - 滑川市

## 接続する道路
- 富山県道3号富山立山魚津線（起点：辻交差点）
- 富山県道163号柿沢泉線（上市町神田）
- 富山県道4号富山上市線（正印新交差点）
- 富山県道46号上市北馬場線（飯坂新交差点）
- 国道8号（滑川富山バイパス）（下砂子坂交差点）
- 富山県道149号下砂子坂池田町線（富山市水橋下砂子坂新）
- 富山県道148号上市水橋線（五郎丸交差点）
- 富山県道135号富山滑川魚津線（鏡田交差点）
- 富山県道61号滑川上市線（終点：滑川市加島町）

## 周辺
- 北陸自動車道 立山インターチェンジ
- 富山地方鉄道本線
  - 越中泉駅
  - 相ノ木駅
  - 西加積駅
  - 西滑川駅
  - 中滑川駅
- 富山県立滑川高等学校
- フットボールセンター富山
- 上市町立相ノ木小学校
- 富山市立水橋東部小学校
- 滑川市立田中小学校
- 富士電機パワーセミコンダクタ（富士電機子会社） 北陸工場
- リッチェル 本社・水橋工場
- 日医工
  - 開発センター
  - 滑川第一工場
- サンリッツ 富山工場
- 三晶技研 上市工場
- 東興薬品工業 富山事業所
- ガイナシティ上市（ショッピングセンター）
  - マックスバリュ 上市店
  - コメリホームセンター 上市店
- アルビス 立山インター店